# DOORS 2007
DOORS 2007（ドアーズ にせんなな）とは、TBS系列で2007年9月23日に放送されたゲームアトラクションバラエティ番組である。
2005年、2006年から引き続き司会は元日本テレビアナウンサーの福澤朗、芸能人チームリーダーはナインティナインが務めた。また、福澤は引き続き総合司会・実況・ナレーションの3役を兼務した。

## 概要
DOORSシリーズの第3弾。前回のDOORS 2006も好評だったため2007年も放送された。平均視聴率17.5％（ビデオリサーチ関東地区）と健闘。
今回は、再びインドアに舞台を戻し、東京都江東区の東京ビッグサイトで戦いを繰り広げた。
2008年の第36回国際エミー賞でリアリティ番組部門賞にノミネートされたが、受賞を逃している。

## 放送時間
- 2007年9月23日 19:00-22:54（21：12頃にJNNフラッシュニュース挿入）

## 司会者

### 総合司会・実況
- 福澤朗（元日本テレビアナウンサー） 
  - 合言葉は「君に幸あれ」、失敗時は「ビビデバビデブー」(オッペケペー）と叫んだ。

### 芸能人チームリーダー
- ナインティナイン（岡村隆史・矢部浩之）
  - 矢部は、スタート地点にてインタビュアー役で参加。
  - 岡村は前年に引き続き挑戦者として参加し、出番以外は矢部と同様でインタビューを行った（ヘッドバランス除く）。

### リポーター
※TBSアナウンサー5人がインタビューを行った。
- 佐藤文康（福澤が不在だった、IQロケットとヘッドバランスの実況担当）
- 久保田智子
- 小林麻耶
- 青木裕子
- 出水麻衣

## 挑戦者
※50音順
- 雨上がり決死隊（宮迫博之・蛍原徹）
- アンガールズ（田中卓志・山根良顕）
- インパルス（板倉俊之・堤下敦）
- 小倉優子
- オリエンタルラジオ（中田敦彦・藤森慎吾）
- 小島よしお
- 木下博勝
- ギャル曽根
- くまきりあさ美
- ケンドーコバヤシ
- ザ・たっち（かずや・たくや）
- 品川庄司（品川祐(DOORS 2006優勝)・庄司智春）
- ジャガー横田
- 陣内智則
- 長州小力
- TIM（レッド吉田・ゴルゴ松本）
- 出川哲朗
- にしおかすみこ
- 猫ひろし
- バナナマン（日村勇紀・設楽統）
- ハリセンボン（近藤春菜・箕輪はるか）
- フットボールアワー（後藤輝基・岩尾望）
- ブラックマヨネーズ（小杉竜一・吉田敬）
- ペナルティ（ヒデ・ワッキー）
- ほっしゃん。
- 松野明美
- ムーディ勝山
- 村上ショージ
- 森三中（大島美幸・村上知子・黒沢かずこ）
- 山崎邦正
- 吉村崇（平成ノブシコブシ）…事前番組（2007年9月21日25:25～25:55「超若手お笑い対抗DOORS!21世紀枠決定戦SP」）でのオーディションに合格し、「21世紀枠」として出場。
- ルー大柴

## アトラクション
- 今回は全て、過去2回で好評だったアトラクションを存続させている。但し、各アトラクションには、それぞれリニューアルした点がある。
- 今回も、岡村隆史、矢部浩之を含む約50名による個人戦。しかし前年同様、スケジュールの都合等で1～2ゲーム程度しか参加できなかった出場者も少なからずいた。

### 第1 STAGE・ジャングルアドベンチャー
2005・2006で催されたアトラクション。
新エリアが設置された。
- 1人ずつ挑戦
- 「ウォーターボード」、「ドアドアインパクト」、「ローリングサボテン」、「ファイブハンマー」、「ロープエスケイプ」と5つのアトラクションを制限時間75秒(1分15秒)で行なう。
- 途中で落水・落下・ドアに激突するか、制限時間以内にゴール出来なかった場合は失敗、0P。制限時間内にゴール出来ればクリア、100P獲得。

「ウォーターボート」
高さ7mの地点からサーフボードで斜面を滑り、ジャンプ台から飛んだその勢いで長さ18mのプールを正座の状態で渡りきる。落水したら失敗。
「ドアドアインパクト」
高さ約9mの穴の開いた巨大なドアを連続で2枚をすり抜けることが出来れば成功。ドアにぶつかると失敗。2005に登場した「ドアーズインパクト」とほぼ同じ。
「ローリングサボテン」
高さ3mの場所で回転する丸太を、バランスを保って通り抜ける。但し、サボテンのトゲの様に、丸太に多くのポールが刺さっているので、それらを避けつつ進まないといけない。落下したら失敗。後に同局のスポーツバラエティ『SASUKE』第29回大会と第30回大会に“ヘッジホッグ”として、ほぼ同じエリアが設置された。
「ファイブハンマー」
一本橋を横切るように、左右に揺れる5つのハンマーを避けながら、橋を渡り切る。『SASUKE』にかつてあった「五連ハンマー」とほぼ同じもの。
「ロープエスケイプ」
あぐらをかいで座りながらボードに乗って、ロープで高さ2m・角度15度の坂をよじ登り、頂上にあるボタンを押すと、ゴールとなる。時間切れになると、乗っているボードが強制落下し、落水する。
- 結局このステージをクリア出来たのは、岡村隆史(ナインティナイン)とゴルゴ松本（TIM）の2名にとどまった。
- また、ほっしゃん。はロープエスケープで本来は銀色のマットに行かなければならないのだが、青いマットを踏み、そのまま落水で失格となった。

### 第2 STAGE・バンジー7-セブン-
2006で催されたアトラクション。敗者がバンジーで飛ばされる高さが前回の12mから8m高い20mになり、恐怖度が上がった。
- 1対1の対戦形式
- 両者はまず、地上20mの高さにある滑り台に座る（両者が座った後、双方の滑り台が予め15度傾く）。
- 合図が鳴った後、体内時計を駆使して合図が鳴ってから7秒後だと思ったタイミングで、横にあるメーターのボタンをピコピコハンマーで叩いて、時計を止める。
- 双方1回ずつ行って、より7秒に近かった方が勝利。
- 勝者は60P獲得。敗者は罰として自分の滑り台が更に45度まで傾いた後、実況のカウントダウン（福澤と他のチャレンジャーで「3、2、1、バンジー!」とコール）の後に滑り台から落とされ、高さ20mからバンジージャンプを飛ばされる。
- 岡村は前年同様品川庄司の庄司智春とのリベンジマッチだったが、0.02秒差で今回も敗退。某アイドル（藤本美貴）との熱愛報道（現在の庄司の夫人）もあった庄司に対して、バンジージャンプを飛びながら「庄司だけええ思いをしおって、覚えとけよ」と叫んでいた。その前のステージのジャングルアドベンチャーでも岡村は「ええなぁ、庄司」とうらめしそうに言って、相方の品川祐がその某アイドルの名前をフルネームで言ってしまい（放送内ではその部分の発言テロップと音声はモザイクとピー音で隠されていた）、挙げ句の果てに福澤に「ミルクティーに向かって一言お願いします」と皮肉られた事に動揺し、ウォーターボートであっさり失格となっていた。

### 第3 STAGE・ハンマーオーケストラ
2005で催されたアトラクション。
今回は、失敗すると4m下へ落とされる罰ゲームが追加された。
- 猫の手がついたハンマーで、モグラ叩きの要領でネズミを叩く。ネズミを叩かれると音が奏でられ、出てきた音を頼りに、曲名を当てる。チャンスは2回(同じ曲)。
- 2回のチャンスのうち1回でも正解なら50P獲得。2回とも不正解なら罰としてチャレンジャーの足元が開いて、4m真下の発泡スチロールを敷き詰めたプールへ落下。
- 小倉優子は自分の曲名を解答し、矢部から「お前しばくぞ」と言われていた。

### 第4 STAGE・ウォーターバイク
2006で催されたアトラクション。

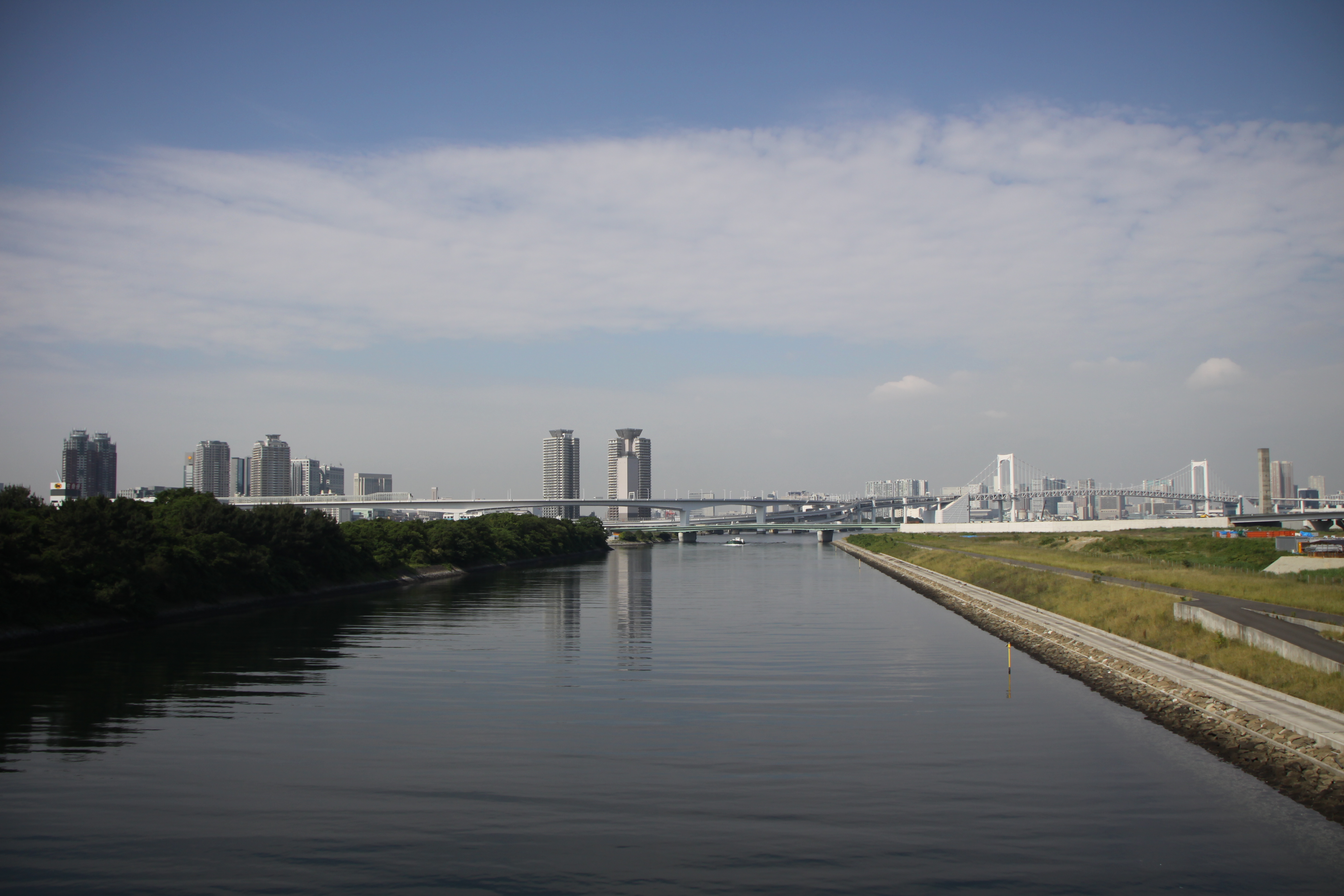
「ウォーターバイク」が行われた場所

唯一、ビッグサイトの外（東京湾上、東雲運河。東京オリンピック構想で選手村予定地付近）で行われる。
- 1人ずつ挑戦
- 東京湾上に敷かれた幅50cm,長さ200mのピアフロートで作られた一本橋を、自転車に乗って渡る。
- 10m通過ごとに10Pを獲得（最大200P）。
- 前年のDOORS 2006では完走者は居なかったが、ペナルティのワッキーが見事に200mを完走し、満点の200Pを獲得。
- 森三中の大島美幸が途中で落ちたが、コースに戻り自走していたシーンがあり、矢部や他のチャレンジャーは「どこかで見たことがある」と言われ（前年の岡村の自走シーン参照）、当の岡村は、今回は80m地点からスタート地点へ走って戻ってきた。
- 出川哲朗がチャレンジをする前にスタッフが水中に落下するという事件が起きた。

### 第5 STAGE・IQロケット
2005で催された「IQバンジー」を改題・リニューアル。
- 2人1組で挑戦。
- まず足下の5色のボードが8回光るので、その順番を記憶、そして二人同時に、1回目から順番通りにボードを踏んでいく。
- 2人の内片方でも間違えたら失敗。失敗した瞬間、罰としてロックが解除され二人とも逆バンジーで打ち上げられる。
- 2人共成功で60P獲得。
- しかし、全チームとも、どちらか一方が失敗したため、チャレンジャー全員が逆バンジーの餌食となり、クリア者は現れなかった。

### 第6 STAGE・ヘッドバランス
2005で催されたアトラクション。多くの障害が変更されて飛躍的に難易度が上がった。
- 2人1組で挑戦
  - 普段コンビを組んでいる者の多くは、そのコンビで挑んでいた。岡村も例外ではなく、矢部浩之をパートナー役において、ナインティナインとして挑戦した。
- ろうそくのついたバランスメーターボードを頭に乗せて、横歩きでコースを進んでいく。
  - スタートからいきなり高速でスライドする足場を始め、段差やシーソー、電動で動くフレーム、ろうそくの炎を消そうとするエアー等、様々な障害がコース中に設置されている。
- バランスを崩してボードの端にろうそくが達したり、頭上の障害物に着火すると、失敗。端や障害物に着いているダイナマイトに着火、爆発となる。また、エアーにろうそくの炎を消された場合も失敗となる。
- 制限時間1分30秒にゴールできればクリア、60P獲得。
- しかし、このステージでも全チームが途中でダイナマイトを爆発してしまいクリアしたペアは現れなかった。
- にしおかすみこのすっぴん顔が映され、岡村が「にしおかのおばはん」と連呼していた。

### 特別準決勝・バンジー7
- 2位が同点で2人いた為、決勝進出者を決める為に急遽実施。
- 勝者がFINAL STAGE進出となる点以外は前述と同じ。
- 岡村隆史とかずやが対決し、岡村が6秒92、かずやが6秒90と僅差であったが、岡村に軍配があがった。

### FINAL STAGE・ヒュースポン
2005・2006で催されたアトラクション。
前回より10m高い、25mの高さから、ゲームに挑む。
- 高さ25mから直径6.5cmの鉄球を落として、地上にある直径13cmの穴に入れる。
- 1人1球ずつ交互に落として、先に穴に入れた方が優勝。先攻が成功しても後攻が成功すれば、ゲーム続行のサドンデス方式。
- 岡村隆史とワッキーの対戦（ワッキー先攻）で、2回目にワッキー成功・岡村失敗で決着。優勝したワッキーには、優勝賞金￥1,000,000＋「トヨタ・マークX」が贈られた。

### 総合成績発表
- 優勝 ワッキー（ペナルティ） 260P
- 準優勝 岡村隆史（ナインティナイン） 230P
- 3位　かずや(ザ・たっち)　230P
- 4位 宮迫博之（雨上がり決死隊）170P
- 5位　ゴルゴ松本（TIM）130P
- 6位　猫ひろし　100P
- 7位　板倉俊之（インパルス）70P
- 8位　大島美幸（森三中）60P
- 8位　ほっしゃん。　60P
- 8位　田中卓志（アンガールズ）60P
- 8位　小杉竜一（ブラックマヨネーズ）60P
- 8位　庄司智春（品川庄司）60P
- 13位　陣内智則　50P
- 14位　ムーディ勝山　40P
- 15位　品川祐（品川庄司）30P
- 16位　日村勇紀（バナナマン）20P
- 17位　設楽統（バナナマン）10P
- 17位　くまきりあさ美　10P
- 矢部浩之（ナインティナイン）　0P
- 蛍原徹（雨上がり決死隊）0P
- たくや（ザ・たっち）0P
- 山根良顕（アンガールズ）0P
- 小倉優子　0P
- 出川哲朗　0P
- 近藤春菜（ハリセンボン）0P
- 箕輪はるか（ハリセンボン）0P
- 岩尾望（フットボールアワー）0P
- 後藤輝基（フットボールアワー）0P
- 黒沢かずこ（森三中）0P
- 村上知子（森三中）0P
- 小島よしお　0P
- 山崎邦正　0P
- レッド吉田（TIM）0P
- 中田敦彦（オリエンタルラジオ）0P
- 藤森慎吾（オリエンタルラジオ）0P
- にしおかすみこ　0P
- ケンドーコバヤシ　0P
- 堤下敦（インパルス）0P
- ギャル曽根　0P
- ジャガー横田　0P
- 木下博勝　0P

## 番組のテーマ曲
- 「Crazy↑↑↑」 （アルバム「SHANTI」収録曲、2007年9月26日発売）歌:北原愛子 レーベル:GIZA studio

## 外部データ
- DOORS 2007

| TBS系列 DOORSシリーズ | TBS系列 DOORSシリーズ | TBS系列 DOORSシリーズ |
| 前番組                | 番組名                | 次番組                |
| --------------------- | --------------------- | --------------------- |
| DOORS 2006            | DOORS 2007            | DOORS 2008            |